# Subiecte de grupa a 3-a la Bacalaureatul Internațional
Subiectele din Grupa a 3-a: Indivizi și societăți (denumite anterior științe umaniste) ale programului de diplomă IB cuprind nouă cursuri oferite atât la nivel standard (SL – Standard level), cât și la nivel superior (HL – High level): Gestionarea afacerilor, Economie, Geografie, Istorie, Tehnologia informației într-o societate globală (ITGS – Information technology in a global society), Filozofie, Psihologie, Antropologie socială și culturală, Politică globală și Religiile lumii (doar la SL). Există, de asemenea, un curs interdisciplinar, denumit Sisteme de mediu și societăți (numai SL), care satisface cerințele de diplomă pentru grupele 3 și 4.

## Istorie SL & HL
Istoria este procesul de înregistrare, reconstruire și interpretare a trecutului prin investigarea surselor. Programa de istorie a IB invită elevii să interpreteze și să evalueze critic aceste surse și le permite să înțeleagă și să aprecieze cultura și contextul celor care au trăit în alte perioade de timp. 

### Materia de bază SL / HL
Toți elevii trebuie să studieze un subiect indicat și două subiecte pentru 150 de ore. 

#### Subiecte indicate (40 de ore)
Lucrarea numărul 1 – subiecte indicate conține două studii de caz, examinate într-o lucrare bazată pe surse. 
- Liderii militari
- Cucerirea și impactul acesteia
- Trecerea la războiul global
- Drepturi și Protest
- Conflict și intervenție

#### Subiecte de istorie universală (90 de ore)
Toți elevii trebuie să studieze două subiecte de istorie mondială (45 de ore fiecare) 

##### Subiecte
- Societate și economie (750-1400)
- Cauzele și efectele războaielor medievale (750-1500)
- Dinastii și conducători (750-1500)
- Societățile în tranziție (1400-1700)
- Statele moderne timpurii (1450-1789)
- Cauzele și efectele războaielor moderne timpurii (1500-1750)
- Originea, dezvoltarea și impactul industrializării (1750-2005)
- Mișcări de independență (1800-2000)
- Evoluția și dezvoltarea statelor democratice (1848-2000)
- Statele autoritare (secolul XX)
- Cauzele și efectele războaielor din secolul al XX-lea
- Războiul rece: tensiuni și rivalități între superputeri (secolul XX)

#### Opțiuni HL (90 de ore)
Elevii HL trebuie să studieze o opțiune dintre următoarele, timp de 90 de ore. Fiecare opțiune are douăsprezece secțiuni. Elevii trebuie să studieze trei secțiuni. 
- Istoria Africii și a Orientului Mijlociu
- Istoria Americii
- Istoria Asiei și Oceaniei
- Istoria Europei

Restul de 20 de ore pentru candidații SL și HL provine din componenta de evaluare internă, totalizând 150 de ore de predare pentru SL și 240 de ore pentru HL. 

### Evaluare
Există trei componente de evaluare la SL și patru la HL. 

#### Evaluarea externă
- Lucrarea 1 (25 de puncte care au o pondere de 30% pentru SL (20% pentru HL) din nota finală a cursului, 1 oră) – Candidații răspund la patru întrebări structurate cu răspuns scurt cu privire la subiectul indicat studiat. Această lucrare este comună atât pentru SL, cât și pentru HL.
- Lucrarea 2 (30 de puncte care au o pondere de 45% pentru SL și 25% pentru HL, 1 oră 30 minute) – Candidații trebuie să răspundă la două întrebări cu răspunsuri extinse, câte una pentru fiecare subiect studiat. Fiecare subiect are o selecție de 6 întrebări. Această lucrare este comună atât pentru SL, cât și pentru HL.
- Lucrarea 3 (doar HL: 45 de puncte care au o pondere de 35% din curs, 2 ore și 15 minute) – Candidații trebuie să răspundă la trei întrebări cu răspuns extins. Există două întrebări stabilite pentru fiecare secțiune a fiecărei opțiuni. Fiecare opțiune are un document de examinare separat.

Evaluarea externă reprezintă 75% din nota cursului la SL și 80% la HL. 

#### Evaluare internă
- Anchetă istorică (25 de puncte care au o pondere de 25% pentru SL și 20% pentru HL, 20 de ore) - Candidații studiază și scriu o investigație istorică de 1500-2000 de cuvinte. Tema poate fi aleasă în mod liber din orice parte a programei. Ancheta este punctată intern și evaluată extern.

Evaluarea internă reprezintă restul de 25% din nota cursului la SL și 20% la HL. 

## Economie SL & HL
Programa cursului de Economie este împărțită în patru secțiuni - microeconomie, macroeconomie, economie internațională și economie de dezvoltare – toate având o pondere aproximativ egală. Toate secțiunile trebuie studiate de toți candidații, iar la examinare vor fi puse întrebări din toate. Programa cursului IB de economie este remarcată pentru faptul că se concentrează mai mult pe dezvoltare decât orice alt curs de economie la nivel preuniversitar, toate acestea făcând parte din perspectiva internațională a programelor IB. 
Examenele finale constau din trei (HL) sau două (SL) lucrări.  
Lucrarea 1 consta din întrebări cu răspunsuri multiple, dar a fost schimbată, constând acum dintr-o întrebare din domeniul microeconomiei (10 puncte) și una din domeniul macroeconomiei (15 puncte). 
Lucrarea 2 constă din răspunsul la două întrebări privind răspunsul la date, una din economia internațională și cealaltă din economie de dezvoltare, fiecare întrebare cu privire la răspunsul la date fiind în valoare de 20 de puncte.  
Lucrarea 3 (doar pentru HL) implică calcule.  
Evaluarea internă include trei comentarii ale știrilor actuale care implică utilizarea unor concepte și terminologie economice. Timpul permis pentru fiecare examen este de 90 de minute pentru Hârtia 1, 90 de minute pentru Hârtia 2 (SL și HL) și 1 oră pentru Hârtia 3 (numai HL). 

## Psihologie SL & HL
Obiectivul acestui curs este studiul sistematic al comportamentului și procesului mental. Programul studiază trei perspective principale ca influențe asupra comportamentului uman: cea biologică, cea cognitivă și cea socio-culturală. Acesta include examinarea unor teme opționale care includ psihologia sănătății, psihologia anormală, psihologia dezvoltării, psihologia sportivă și psihologia relațiilor umane. La finalul cursului, toți elevii trebuie să-și efectueze propriul studiu experimental care va fi evaluat intern. Elevii HL studiază două opțiuni, în timp ce elevii de nivel standard studiază doar una.
Fiecare dintre perspective ar trebui explorată utilizând următoarele patru subiecte obligatorii: 
- dezvoltare și contexte culturale
- cadru
- metodologii
- aplicații.

Obiectivele cursului de psihologie la HL și SL sunt: 
- să interpreteze și / sau să desfășoare cercetări psihologice pentru a aplica cunoștințele rezultate în beneficiul ființelor umane
- să se asigure că practicile etice și responsabilitățile sunt implementate în ancheta psihologică
- să dezvolte o înțelegere a influențelor biologice, sociale și culturale asupra comportamentului uman
- să dezvolte o înțelegere a diferitelor procese teoretice care sunt folosite pentru a interpreta comportamentul și să conștientizeze modul în care aceste procese conduc la construirea și evaluarea teoriilor psihologice
- să dezvolte o conștientizare a modului în care aplicațiile psihologiei în viața de zi cu zi sunt derivate din teorii psihologice
- să dezvolte o apreciere a naturii eclectice a psihologiei
- să explice și / sau să utilizeze diverse metode de cercetare psihologică.

În primul rând, elevii trebuie să aleagă un experiment pe care să îl replice. La efectuarea experimentului, IB solicită respectarea anumitor reguli etice. După ce experimentul a fost finalizat, trebuie să se prezinte un raport scris care să descrie experimentul. Elevii sunt obligați să participe la evaluarea externă, care este în mai sau în noiembrie; al doilea an al cursului este axat în mod special pe dezvoltarea acestei evaluări în care elevii sunt introduși într-o varietate de studii și sunt așteptați să facă legături între ele. Testul este împărțit în două părți, numite "lucrări". Folosind evaluarea internă și externă, IB calculează o valoare a notei de la unu la șapte. 

## Filozofie SL & HL
Filozofia este oferită atât la nivel standard, cât și la nivel superior. Cursul este evaluat atât intern (abordare filozofică asupra unui eseu pe o temă actuală), cât și extern, prin 2 (3 la HL) lucrări evaluate extern pe materia de bază și opțiuni. 

### Programă

#### Materia de bază SL / HL: A fi om
Toți elevii studiază tema principală care cuprinde șase concepte-cheie: 
- Identitate
- A fi o persoană
- Libertate
- Minte și trup
- Eul și ceilalți
- Natura umană

#### Opțiuni
Studenții SL trebuie să studieze o temă din lista următoare. Studenții HL trebuie să studieze două teme din lista următoare. 
- 1. Estetică
- 2. Epistemologie
- 3. Etică
- 4. Filozofia și societatea contemporană
- 5. Filozofia religiei
- 6. Filozofia științei
- 7. Filozofia politică

#### Textul indicat
Toți elevii trebuie să studieze un text din lista textelor filozofice indicate, prezentată mai jos: 
- Al doilea sex de Simone de Beauvoir
- Meditații metafizice de René Descartes
- Dialoguri asupra religiei naturale de David Hume
- Despre libertate de John Stuart Mill
- Genealogia moralei de Friedrich Nietzsche
- Creating capabilities de Martha Nussbaum
- Originea filozofiei de José Ortega y Gasset
- Republica de Platon
- Viața pe care o poți salva de Peter Singer
- Etica autenticității de Charles Taylor
- Tao Te Ching de Laozi
- Zhuangzi de Zhuang Zhou

#### Extindere HL: Explorarea activității filozofice
- Elevii HL trebuie să realizeze o explorare mai profundă a naturii, funcției, sensului și metodologiei filosofiei.

### Evaluare

#### Evaluare internă
- Elevii SL și HL trebuie să realizeze o analiză filozofică a unui stimul non-filozofic, cum ar fi o poezie, o scenă de film sau o pictură.

## Tehnologia informației într-o societate globală (ITGS) SL & HL
Programul de diplomă IB de Informatică în cadrul unei societăți globale (ITGS) cuprinde studierea și evaluarea impactului tehnologiei informației (IT) asupra indivizilor și asupra societății. Ea explorează avantajele și dezavantajele accesului și utilizării informațiilor digitalizate la nivel local și global. ITGS oferă un cadru pentru ca elevul să facă judecăți și să ia decizii informate despre utilizarea tehnologiei informației în contexte sociale. 
Cerințe pentru SL   : 
- Evaluare externă: 2 lucrări de examen (3 ore), reprezintă 70% din nota finală
- Evaluare internă SL 30%: Cerința proiectului este de a dezvolta o soluție IT originală pentru o problemă reală pentru un client specificat.

Cerințe pentru HL: 
- Evaluare externă: 3 lucrări de examen (4¾ ore), reprezintă 80% din nota finală
- Evaluare internă HL 20%: Cerința proiectului este de a dezvolta o soluție IT originală pentru o problemă reală pentru un client specificat.

Lucrările practice pe calculator se desfășoară în timp ce se cercetează proiectul la nivelul standard. Începând cu examenele din 2012, atât elevii HL cât și cei Sl vor realiza proiectul. 

## Geografie (2011-2017) SL & HL
Geografia implică studiul și investigarea relațiilor umane cu mediul. 

### Programă
Candidații SL studiază trei teme – tema centrală și două teme opționale, în timp ce candidații HL studiază cinci teme – tema centrală, trei teme opționale și extinderea HL.

#### Materia de bază SL / HL
Toți candidații trebuie să studieze această temă. 
Tematică: Modele și schimbare (70 de ore) 
- Tema 1: Populațiile în tranziție (19 ore)
- Tema 2: Disparități în bogăție și dezvoltare (16 ore)
- Tema 3: Modele de calitate și durabilitate a mediului (19 ore)
- Tema 4: Modele în consumul de resurse (16 ore)

#### Opțiuni
Candidații SL trebuie să studieze două dintre următoarele șapte teme (60 de ore), în timp ce candidații HL trebuie să studieze trei (90 de ore). Profesorii pot preda mai multe teme decât au fost indicate, astfel încât candidații să aibă o mai mare libertate de alegere în lucrarea 2, deoarece întrebările de la toate opțiunile sunt scrise pe aceeași foaie cu subiecte. 
- Opțiunea A: Apă dulce – probleme și conflicte (30 de ore)
- Opțiunea B: Oceane și coastele lor (30 de ore)
- Opțiunea C: Medii extreme (30 de ore)
- Opțiunea D: Pericole și dezastre – evaluarea și răspunsul la risc (30 de ore)
- Opțiunea E: Timp liber, sport și turism (30 de ore)
- Opțiunea F: Geografia alimentației și sănătății (30 de ore)
- Opțiunea G: Medii urbane (30 de ore)

#### Extindere HL
Candidații HL trebuie să studieze această temă. 
Tematică: Interacțiuni globale (60 de ore) 
- Tema 1: Măsurarea interacțiunilor globale (4 ore)
- Tema 2: Schimbarea de loc – lumea care se micșorează (12 ore)
- Tema 3: Interacțiunile și fluxurile economice (8 ore)
- Tema 4: Schimbări de mediu (8 ore)
- Tema 5: Schimburi socio-culturale (8 ore)
- Tema 6: Rezultate politice (10 ore)
- Tema 7: Interacțiunile globale la nivel local (10 ore)

### Evaluare
Există trei componente de evaluare la SL și patru la HL. 

#### Evaluarea externă
- Lucrarea 1 (60 de puncte care au o pondere de 40% din nota cursului pentru SL și 25% pentru HL, 1 oră 30 minute) – Atât candidații SL cât și cei HL dau aceeași lucrare care evaluează cunoștințele lor asupra materiei de bază. 
  - Secțiunea A (45 de puncte, întrebările 1-4) constă din patru întrebări obligatorii cu răspuns scurt, câte una pe fiecare dintre cele patru subiecte din temă. Clauzele din cerință indică profunzimea cerută a răspunsului (de exemplu, evaluați indică faptul că este necesară o profunzime a răspunsului mai mare decât definiți).
  - Secțiunea B (15 puncte, întrebările 5-7) constă din trei întrebări cu răspuns extins care necesită un tratament mai aprofundat decât cele din secțiunea A, iar elevii trebuie să răspundă la una. Întrebările se bazează pe materia de bază, dar pot fi și legate de temele opționale.
- Lucrarea 2 (40 de puncte la SL și 60 de puncte la HL, ambele cu o pondere de 35%, 1 oră 20 minute la SL, 2 ore la HL) – Această lucrare evaluează cunoștințele despre temele opționale studiate. Atât elevii SL cât și cei HL dau aceeași lucrare, cu excepția faptului că, în timp ce candidații SL răspund la două întrebări din fiecare temă studiată, candidații HL răspund la trei, punctate cu 20 de puncte fiecare. Lucrarea constă din 14 întrebări, câte două pe fiecare temă, și poate să vină și cu o broșură de resurse pentru anumite întrebări. Fiecare întrebare are cel puțin trei părți – primele părți sunt întrebări cu răspuns scurt care pot sau nu necesita adâncime. Ultima parte este o întrebare cu răspuns extins de 10 puncte care necesită mai multă profunzime.
- Lucrarea 3 (numai HL: 25 de puncte care au o pondere de 20% din curs, 1 oră) – candidații HL sunt evaluați pe baza extensiei HL în această lucrare, însă se presupune cunoașterea temei principale. Elevii aleg o întrebare dintr-o selecție de trei. Fiecare întrebare are două părți care valorează de 10 și, respectiv, 15 puncte. Ambele părți necesită scriere în profunzime și de lungă durată. Prima parte testează înțelegerea și aplicarea cunoștințelor, în timp ce a doua testează capacitatea de sinteză și evaluare.

Evaluarea externă reprezintă 75% din nota pentru întregul curs la SL și 80% din cea la HL. 

#### Evaluare internă
- Muncă de teren (30 de puncte care au o pondere de 25% din cursul pentru SL și 20% pentru HL, 20 ore) – Toți candidații trebuie să finalizeze o investigație pe teren pe una sau mai multe teme din program și să scrie un raport de 2500 de cuvinte bazat pe colectarea datelor primare, prelucrarea datelor și evaluarea activității pe teren. Datele secundare pot fi colectate, dar au o contribuție mai mică la activitatea pe teren. Rapoartele sunt punctate de către profesor în funcție de șapte criterii și apoi sunt trimise pentru moderare externă. Raportul cere același lucru atât din partea elevilor SL, cât și din partea celor HL.

Evaluarea internă reprezintă restul de 25% din nota la SL și 20% la HL. 

## Religiile lumii (doar SL)
Cursul de religiile lumii este un curs nou care a fost lansat în septembrie 2011. Cursul se ocupă cu studiul sistematic și analitic al credințelor și practicilor întâlnite în nouă dintre cele mai populare religii din lume. Cursul își propune să:
- promoveze o conștientizare a problemelor religioase din lumea contemporană prin studiul în profunzime a mai multor tipuri de credințe;
- promoveze o atitudine critică, analitică și empatică asupra studiului religiilor;
- dezvolte o înțelegere aprofundată a diversității religiilor lumii
- dezvolte o înțelegere asupra felului în care o anumită religie influențează viețile oamenilor;

Religiile trebuie studiate astfel încât elevii să învețe ce înseamnă să aparții unei anumite religii și cum influențează aceasta felul în care persoanele cu credințe diferite văd lumea, se comportă și  îi privesc pe ceilalți.
Cele nouă religii studiate sunt:
- Hinduism
- Iudaism
- Taoism
- Budism
- Creștinism
- Jainism
- Sikhism
- Islam
- Credința Baha'i

Cursul este alcătuit din o unitate introductivă care explorează cinci dintre cele nouă religii contemporane care alcătuiesc programa. În completare, elevii vor realiza un studiu aprofundat asupra a două religii alese dintr-o listă de șase. Partea finală a cursului este studiul investigativ, care reprezintă o oportunitate pentru cercetarea individuală a unui aspect din experiența religioasă, dintr-o practică sau credință a unui grup și/sau a unor credincioși.

## Politică internațională SL & HL
Cursul de politică internațională explorează concepte fundamentale din politică precum puterea, egalitatea, dezvoltarea durabilă și pacea într-o varietate de contexte și niveluri.
Cursul include o varietate de informații din alte discipline din domeniul științelor sociale și îi ajută pe elevi să înțeleagă concepte politice abstracte folosind exemple din lumea reală și studii de caz. De asemenea, acesta propune comparații între astfel de exemple și studii de caz pentru a facilita o abordare transnațională. Scopul acestui curs este de a dezvolta o conștientizare asupra mediului internațional și asupra multiplelor perspective din care poate fi privită o problemă. Acesta încurajează dialogul și dezbaterile, dezvoltând capacitatea elevilor de a analiza și de a interpreta problemele din mediul politic internațional.

### Programă
Atât elevii SL, cât și cei HL studiază materia de bază a cursului, construită în jurul tematicii „oameni, putere și politică”.

#### Materia de bază
Materia de bază este alcătuită din patru teme:
- Tema 1: Putere, suveranitate și relații internaționale
- Tema 2: Drepturile omului
- Tema 3: Dezvoltare
- Tema 4: Pace și conflict.

În plus, toți elevii SL și HL participă la o activitate prin care studiază o problemă politică de interes actual. Elevii își completează învățarea experiențială cu perspectivele teoretice din cercetare și realizează un eseu scris care le prezintă investigația.
Elevii HL studiază, în plus, două probleme contemporane din politica internațională folosind o abordare de tip studiu de caz.

## Subiecte anticipate
În unele cazuri, subiectele de nivel standard pot fi studiate într-un an, spre deosebire de doi ani pentru subiectele de nivel superior. Aceasta oferă elevilor mai mult timp de studiu în ultimul an de școală, precum și opțiunea de a petrece mai multe ore pe subiectele lor de nivel superior. Toate subiectele anticipate sunt studiate la nivel standard. 

## Disponibilitate
Gestionarea afacerilor SL și HL, Economie SL și HL, ITGS SL și HL, Psihologie SL și HL și Filozofie SL sunt oferite online elevilor înscriși în programul IB Diploma.